# Kítsi
Kítsi, en grec moderne : Κίτσι, est un village du dème de Koropí, en Attique, Grèce.
Selon le recensement de 2011, la population de la localité s'élève à 4 091 habitants.